# 保利斯坦尼亚
保利斯坦尼亚是巴西圣保罗州的一个市镇。总面积256.553平方公里，总人口1824人，人口密度7.1人/平方公里。